# Seznam britanskih politikov
Seznam britanskih politikov.

## Umrli; vse stranke
- Robert Adair
- Guy Aldred
- Harold Alexander
- Leo Amery
- David Amess
- Herbert Henry Asquith (H. H. Asquith)
- Clement Attlee
- Arthur Balfour
- Stanley Baldwin
- John Bampfylde
- Lord Beaverbrook
- John Biffen
- Andrew Bonar Law
- Laura Bonham Carter
- Maurice Bonham Carter
- Violet Bonham Carter
- Leon Brittan (1939–2015)
- R. A. Butler
- Edward Buxton-Noel
- Lord Carrington
- Barbara Castle
- Charles Cavendish
- Austen Chamberlain
- Joseph Chamberlain
- Neville Chamberlain
- Arthur Kenneth Chesterton
- Alan Clark
- Winston Churchill
- Winston Spencer-Churchill
- Alan Clark
- Tony Cliff
- Sir Stafford Cripps
- Lord Curzon
- Hugh Dalton
- Benjamin Disraeli
- Alec Douglas-Home (1903–1995)
- Anthony Eden
- Charles James Fox
- Eric Geddes
- William Ewart Gladstone
- John Gollan
- Jo Grimond
- Laura Grimond
- Arthur Greenwood
- James Hardie
- Kier Hardie
- Antony Henry Head
- Arthur Henderson
- Mike Hicks
- Leslie Hore-Belisha
- Archibald Hutcheson
- Henry Hyndman
- Albert Inkpin
- Gladwyn Jebb
- Keith Joseph
- William Jowitt
- George Lansbury
- Francis Lovelace
- Reginald Manningham-Buller
- Ramsay MacDonald
- Harold MacMillan
- Hilary Marquand
- Reginald Maudling
- James Maxton
- David Maxwell Fyfe, 1st Earl of Kilmuir
- Gordon McLennan
- Herbert Morrison
- Oswald Mosley
- William Pitt
- Harry Pollitt
- Enoch Powell
- John Profumo
- Francis Pym
- Harry Quelch
- Emanuel Shinwell
- Gavin Simonds
- Christopher Soames (1920-87)
- Dave Springhall
- Margaret Thatcher
- John Tyndall (politik)
- Bernard Weatherill
- James West
- James West (zgodovinar)
- Harold Wilson
- Kingsley Wood
- Konni Zilliacus

## Živi;Konzervativna stranka(Torijci)
- Jeffrey Archer
- Jonathan Aitken
- Kemi Badenoch
- Kenneth Baker
- Steve Baker
- Virginia Bottomley
- Karen Bradley
- Graham Brady
- Suella Braverman
- James Brokenshire
- Kenneth Clarke
- David Cameron
- Bill Cash
- Kenneth Clarke
- James Cleverly
- Thérèse Coffey
- Stephen Crabb
- Edwina Currie
- George Curzon
- David Davis
- Stephen Dorrell
- Nadine Dorries
- Oliver Dowden
- Alan Duncan
- Liam Fox
- Norman Fowler
- David Frost
- Roger Gale
- Michael Gove
- Peter Griffiths
- William Hague
- Philip Hammond
- Matthew Hancock
- Edward Heath
- Michael Heseltine
- Michael Howard
- Geoffrey Howe
- Jeremy Hunt
- Douglas Hurd
- Theresa Gorman
- Damian Green
- John Gummer
- Matthew Hancock
- John Hayes
- Sajid Javid
- Robert Jenrick
- Boris Johnson
- Jo Johnson
- Syed Kamall
- Kwasi Kwarteng
- Eleanor Laing
- Lord Lambton
- Norman Lamont
- Ian Lang
- Brandon Lewis
- David Lidington
- Peter Lilley
- John Major
- Tom King
- Norman Lamont
- Mark Lancaster
- Andrew Lansley
- Andrea Leadsom
- Oliver Letwin
- Brandon Lewis
- Marco Longhi
- Theresa May
- Patrick Mayhew
- Brian Mawhinney
- Esther McVey
- Penny Mordaunt
- Nicky Morgan
- Tony Newton
- Steven Norris
- George Osborne
- Cecil Parkinson
- Priti Patel
- Chris Patten
- Mike Penning
- Chris Pincher
- Michael Portillo
- Dominic Raab
- John Redwood
- Jacob Rees-Mogg
- Malcolm Rifkind
- James Prior
- Maurice Saatchi
- Grant Shapps
- Alok Sharma
- Gillian Shephard
- Iain Duncan Smith
- Julian Smith
- Nicholas Soames
- Rory Stewart
- Rishi Sunak
- Norman Tebbit
- Anne-Marie Trevelyan
- Elizabeth (Liz) Truss
- Tom Tugendhat
- Theresa Villiers
- Ben Wallace
- William Waldegrave
- William Whitelaw
- Ann Widdecombe
- Gavin Williamson
- Jeremy Wright
- Nadhim Zahawi

## Delavska stranka(Laburisti)

### Umrli
- Clement Attlee
- Tony Benn
- Aneurin "Neil" Bevan
- Ernest Bevin
- Betty Boothroyd
- George Brown
- James Callaghan
- Barbara Castle (1910-2002)
- J. R. Clynes
- Ken Coates (1930-2010)
- Jo Cox
- Frank Cousins
- Keir Hardie
- Herbert Morrison
- Andrew Faulds
- Michael Foot (1913-2010)
- Hugh Gaitskell
- Denis Healey (1917-2015)
- Harold Laski
- Jennie Lee
- Ramsay MacDonald
- Michael Martin
- Mo Mowlam
- Fred Peart
- Ivor Richard
- John Smith
- Michael Stewart
- George Thomas
- Patrick Gordon Walker
- Gareth Williams
- Shirley Williams
- Harold Wilson
- Konni Zilliacus

### Živi
- Diane Abbott
- Heidi Alexander
- Valerie Amos
- Hilary Armstrong
- Catherine Ashton
- Margaret Beckett
- Hilary Benn
- Tony Blair
- David Blunkett
- Paul Boateng
- Herbert Bowden
- George Brown
- Gordon Brown
- Nick Brown
- Andy Burnham
- Liam Byrne
- Donald Campbell Dewar
- Dan Carden
- Charles Clarke
- Ann Clwyd
- Vernon Coaker
- Robin Cook
- Yvette Cooper
- Jeremy Corbyn
- Alistair Darling
- Anneliese Dodds
- Stephen Doughty
- Oliver Dowden
- Mark Drakeford
- Charlie Falconer
- Frank Field
- Nicky Gavron
- Edward Graham
- Peter Hain
- Harriet Harman
- John Healey
- Patricia Hewitt
- Geoff Hoon
- Alan Howarth
- Doug Hoyle
- Lindsay Hoyle
- John Hutton
- Glenda Jackson
- Margaret Jay
- Roy Jenkins
- Alan Johnson
- Jenny (Jennifer Grace) Jones (née Bew)
- Tessa Jowell
- Syed Kamall
- Sadiq Khan
- Neil Kinnock
- David Lammy
- Ivan Lewis?
- Rebecca Long-Bailey
- Peter Mandelson
- Ian McCartney
- John McDonnell
- David Miliband
- Ed Miliband
- Laura Moffatt
- Paul Murphy
- Andrew Murray
- Lisa Nandy
- Kate Osamor
- Alice Perry
- Bridget Phillipson
- John Prescott
- Angela Rayner
- Rachel Reeves
- John Reid
- George Robertson
- Tony Robinson
- Janet Royall
- Onkar Sahota
- Clare Short
- Dennis Skinner
- Andrew Smith
- Jacqui Smith
- Keir Starmer
- Jack Straw
- Emily Thornberry
- Keith Vaz
- Tom Watson
- Shaun Woodward
- Phil Woolas

### Samostojni in iz drugih strank (živi in mrtvi)
- Heidi Allen
- Siân Berry
- Carla Denyer
- Nigel Farage
- George Galloway
- Robert Griffiths
- Ken Livingston
- Ian Blackford
- John Bercow
- Catherine Blaiklock
- Andy Brooks
- Nus Ghani
- John Gollan
- Mike Hicks
- Albert Inkpin
- Jenny Jones (Jennifer Helen Jones, Baroness Jones of Moulsecoomb)
- Tim Beaumont
- Caroline Lucas
- Jack Wilson McConnell
- Gordon McLennan
- R. Palme Dutt
- Owen Paterson
- Harry Pollitt
- Adam Price
- Adrian Ramsey
- Alex Salmond
- Anna Soubry
- Nicola Sturgeon
- Nina Temple
- Richard Tice
- Eric Trevett
- Humza Yousaf
- Dafydd Wigley
- Leanne Wood

## Liberalni demokrati
- Paddy Ashdown (1941-2018)
- Sal Brinton
- Jane Bonham Carter
- Vince Cable
- Menzies Campbell
- Nick Clegg
- Ed Davey
- Stephen Doughty
- Andrew Duff
- Tim Farron
- Preet Gill
- Charles Kennedy
- Selwyn Lloyd
- Bob Maclennan
- Anne Main
- Jim McMahon
- David Owen
- Kerry Pollard
- David Steel
- Jo Swinton
- Sarah Teather
- George Thomson
- Chuka Umunna